# Anime

Wikipe-tan, la mascotte degli anime e dei manga su Wikipedia

Gli anime (アニメ? /aɲime̞/ ) sono le opere commerciali di animazione di produzione giapponese; in Giappone invece il termine comunemente indica tutti i tipi di animazione, sia quelli prodotti in patria sia quelli importati dall'estero.
I primi esempi commerciali di anime risalgono al 1917, ma è solo negli anni sessanta, grazie soprattutto all'influenza delle opere e delle pratiche produttive di Osamu Tezuka, che il medium ha acquisito le sue caratteristiche salienti. Nel corso dei decenni successivi gli anime hanno ottenuto grande popolarità in Giappone e all'estero, e dagli anni novanta godono di una distribuzione e di un richiamo globale. Gli anime possono essere prodotti in diversi formati: per il cinema come lungometraggi, mediometraggi o cortometraggi, per la televisione come serie televisive, direttamente per il mercato home video come original anime video (OAV) e, più di recente, per Internet e la web TV come original net anime (ONA).
Gli anime costituiscono un medium eterogeneo e variegato: possono infatti trattare di soggetti, argomenti e generi molto diversi tra loro, e indirizzarsi a diverse tipologie di pubblico, dai bambini, agli adolescenti, agli adulti, da grandi platee fino a categorie socio-demografiche più piccole e specifiche. Rispetto all'animazione occidentale, gli anime si concentrano meno sulla rappresentazione del movimento, impiegando tecniche come l'animazione limitata, effetti di camera cinematografici, e una maggiore enfasi sulla narrazione, la veste grafica e la caratterizzazione dei personaggi. Seppure non esista uno stile unico, è possibile individuare degli elementi estetici e visuali comuni, quali un design semplice ma con dettagli estremizzati come pettinature e colori di capelli innaturali o dimensione degli occhi esagerata.
Il medium è strettamente legato ad altri settori della cultura di massa e dell'intrattenimento giapponese, come manga, light novel e videogiochi, con cui spesso condivide storie, personaggi e interi media franchise. Il mercato degli anime rappresenta un'importante branca economica in costante crescita e nel XXI secolo costituisce da solo il 60% di tutte le opere di animazione nel mondo.

## Definizione
In giapponese "anime" indica qualsiasi forma di animazione, indipendentemente dall'origine geografica e dallo stile. Al di fuori del Giappone il termine viene invece utilizzato per riferirsi esclusivamente alle opere di animazione di produzione giapponese. Secondo l'ipotesi più accreditata, la parola anime (アニメ?) deriva dall'abbreviazione di animēshon (アニメーション?), traslitterazione giapponese della parola inglese animation, ovvero "animazione". Un filone minoritario ritiene invece che l'origine del termine sia da individuarsi nel francese animé, "animato". In Giappone l'uso del neologismo iniziò ad attestarsi negli anni sessanta e settanta, sostituendo denominazioni precedenti, come senga (線画? "arte di linee"), kuga ("flip-book"), manga eiga (漫画 映画? "film di fumetti") o dōga (動画? "film animato"). Dal Paese il lemma si è poi diffuso in tutto il mondo nel corso degli anni ottanta.
Sebbene nell'accezione più generica e accettata "anime" venga appunto usato come sinonimo di "cartone animato giapponese", in ambito accademico, giornalistico e commerciale questa definizione è controversa e ne sono state proposte anche formulazioni alternative. Per Susan J. Napier anime è allo stesso tempo un prodotto di intrattenimento commerciale, un fenomeno culturale popolare di massa e una forma d'arte tecnologica. Studiosi come Tsunaga Nobuyuki, Thomas Lamarre e Marco Pellitteri ne hanno proposto una definizione più ristretta, come una tipologia di animazione giapponese che si è diversificata a partire dagli anni sessanta con le produzioni televisive, e incentrata su un insieme di stilemi comuni fatto di tecniche, processi e multimedialità. Seguendo questa prospettiva, altri accademici come Jonathan Clements hanno sottolineato che una definizione complessiva di anime non può prescindere dal suo essere oggetto ed evento, analizzandolo quindi nel contesto di come viene generato, distribuito e fruito: sarebbero quindi elementi indissolubilmente legati a esso i processi produttivi degli studi di animazione nipponici, il mercato, i canali di distribuzione e l'intermedialità con altre forme espressive come i manga, le light novel o le visual novel. In questo modo l'anime non sarebbe quindi un'entità precisa e immutabile, ma «un'articolazione di sistemi concettuali che si è formata e modificata nel corso del tempo in risposta a problematiche, tradizioni e influenze».
Più spesso, in termini non rigorosi, gli anime vengono identificati in base alle loro caratteristiche narrative, estetiche, stilistiche e visuali, che sono anche quelle più immediatamente riconoscibili dai fruitori. Secondo questa lettura il medium in oggetto è definito come un insieme di immagini, tematiche e linguaggi comuni, tra cui quelli più frequentemente citati sono: una narrazione continua che si dipana per più episodi, l'utilizzo di cliffhanger e la loro risoluzione tramite eucatastrofi, un character design minimale e iconico, grande varietà cromatica, l'uso della tecnica di animazione limitata, la creazione di un senso di spazio tramite il movimento, una grande abbondanza di tagli, e l'utilizzo di tecniche cinematografiche e di montaggio per rappresentare più prospettive e dettagli di una stessa scena. Considerando questa definizione di anime come stile e non per forza legato a una particolare area geografica e viste le caratteristiche di transnazionalità proprie del medium, alcuni autori, giornalisti e case di produzione occidentali hanno iniziato a riferirsi a certe opere di animazione occidentali come "anime", sebbene la tendenza prevalente sia di considerarle animazioni "in stile anime" o "influenzate dagli anime".
Nella definizione di anime viene spesso anche posto l'accento su quanto l'animazione giapponese differisca da quello che gli spettatori occidentali sono soliti aspettarsi dai cartoni animati, ovvero opere destinate ai bambini e con contenuti e tematiche perlopiù leggeri. Gli anime sono infatti indirizzati a diverse tipologie di pubblico, bambini così come adulti, e possono trattare di soggetti, argomenti e generi molto diversi tra loro come amore, avventura, fantascienza, sport, fantasy, dramma, erotismo, pornografia e molto altro ancora.

## Storia

### Le origini
Le origini dell'animazione giapponese vengono fatte risalire a una ricca tradizione nel Paese di forme di narrazione e di intrattenimento basate sulle immagini. Gli emakimono, ovvero dei racconti illustrati che contenevano storie e leggende realizzati su rotoli, erano diffusi dall'XI secolo e furono d'ispirazione per forme artistiche successive che tendevano a riprodurre dettagliatamente sequenze di movimenti, come gli ukiyo-e o i manga. Tra gli spettacoli e le rappresentazioni teatrali, importanti apripista furono anche il kamishibai, il teatro d'ombre, il teatro di burattini noto come bunraku e l'utsushie (写し絵?), una sorta di variante della lanterna magica che si sviluppò alla fine del periodo Edo e che veniva impiegata come forma di precinema in spettacoli fissi o itineranti o venduta come giocattolo alle classi più abbienti.

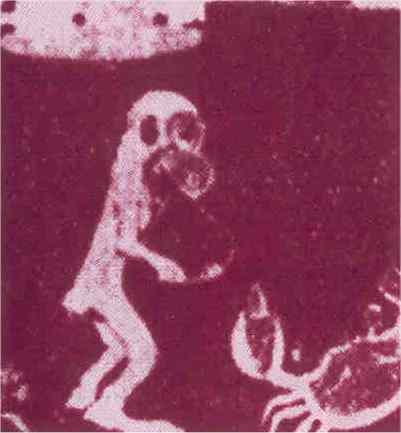
Immagine da Saru to kani no kassen di Seitaro Kitayama, 1917

Fu in questo humus culturale che all'inizio del XX secolo cominciarono a diffondersi in Giappone le prime animazioni rudimentali, composte da brevi filmati di disegni fotografati in sequenza, provenienti dalla Francia, Germania, Stati Uniti e Russia, che spinsero artisti nipponici a sperimentare con queste nuove tecniche pioneristiche. Katsudō Shashin, un filmato ritenuto antecedente al 1915 di autore sconosciuto e mai proiettato pubblicamente, viene a volte citato come il primo esempio di anime. I pionieri dell'animazione giapponese furono il pittore Seitarō Kitayama e i vignettisti Oten Shimokawa e Jun'ichi Kōuchi. A partire dal 1917, a pochi mesi l'uno dall'altro, furono presentati diversi filmati d'animazione, all'epoca chiamati senga eiga (腺画 映画? lett. "film di linee"), frutto dei loro sforzi. A essere proiettato per primo fu probabilmente Imokawa Mukuzo genkanban no maki (芋川椋三玄関番の巻?) di Shimokawa, nel gennaio del 1917 per lo studio cinematografico Tenkatsu; la prima opera di Kitayama, Saru to kani no kassen (サルとカニの合戦?), seguì a maggio per lo studio Nikkatsu, mentre a giugno uscì Hanawa Hekonai meitō no maki (塙凹内名刀之巻?) di Kōuchi, che lavorava per lo studio Kobayashi Shokai. I tre realizzarono 18 filmati nel solo 1917 e furono anche i primi a fondare studi di animazione dedicati: Kitayama nel 1921 e Kōuchi nel 1923; tuttavia già negli anni trenta avevano abbandonato il medium e gran parte delle loro opere venne distrutta nel grande terremoto del Kantō del 1923. Questi primi lavori erano realizzati con tecniche sperimentali e artigianali: con illustrazioni fatte su lavagna o carta e poi fotografate, disegnando direttamente sulla pellicola o usando la più economica e pratica cutout animation.

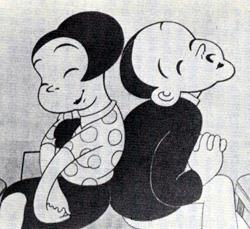
Immagine da Chikara to onna no yononaka di Kenzo Masaoka, 1932

Con il terremoto del Kantō la nascente industria dell'animazione giapponese si trasferì nella regione del Kansai, che ne rimase il fulcro per i successivi trent'anni. Durante questo periodo il settore subì una radicale trasformazione verso una produzione più strutturata e industrializzata, che poteva reggersi autonomamente grazie ai propri profitti, e vennero fissati i primi standard per le tecniche e i processi produttivi. Influenzata dalle contemporanee produzioni animate statunitensi, una nuova generazione di autori contribuì a raffinare e ad apportare innovazioni al medium. Tra le figure di riferimento ci furono Sanae Yamamoto, che nel 1924 realizzò il cortometraggio Ubasute yama (姥捨て山?), e Noburō Ōfuji, autore nel 1927 di Kujira (くじら?), il primo anime a incorporare una traccia audio in forma dell'ouverture del Guglielmo Tell. Nel 1932 vide la luce la prima produzione con il sonoro parlato, Chikara to onna no yononaka (力と女の世の中?) di Kenzō Masaoka, che però non reggeva ancora il confronto con le più raffinate produzioni coeve americane. Masaoka fu anche il primo a utilizzare come materiale di lavoro i cosiddetti cel, ovvero fogli trasparenti di acetato di cellulosa, che diventeranno lo standard del settore. In questo periodo avvennero inoltre i primi esperimenti con il colore, che però si impose definitivamente solo negli anni cinquanta. I filmati prodotti erano di breve durata e raffiguravano soprattutto commedie umoristiche o racconti di miti e favole orientali, ma anche opere a scopi didattici e pubblicitari, ovvero produzioni che avrebbero più facimente potuto aggirare la rigida censura di quegli anni. Venivano proiettati prevalentemente nelle sale cinematografiche, ma anche in negozi, scuole e istituzioni pubbliche per le quali spesso erano commissionati.
Tali rapidi progressi furono possibili per via della politica espansionistica e nazionalista del governo giapponese degli anni trenta, il quale incoraggiò e finanziò l'industria cinematografica e dell'animazione soprattutto come strumento di propaganda e valorizzazione della cultura nipponica. Così il primo lungometraggio animato giapponese, Momotarō: umi no shinpei (桃太郎 海の神兵?) di Mitsuyo Seo, venne prodotto nel 1945 con fondi della Marina imperiale per raccontare la storia patriottica di Momotarō, che con il suo esercito di animali antropomorfi pone sotto assedio e conquista una base navale nemica in Nuova Guinea. Complessivamente, tra il 1917 e il 1945 furono realizzati almeno 400 filmati d'animazione, dei quali però, tra terremoti, bombardamenti e censura governativa, è rimasto ben poco.

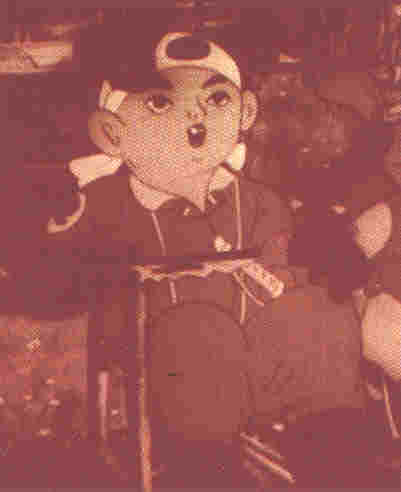
Immagine tratta da Momotaro umi no shinpei di Mitsuyo Seo, 1945

### Dal dopoguerra agli anni ottanta
Al termine della seconda guerra mondiale, la grave crisi economica e i contrasti politici e sociali resero molto difficile l'impiego di risorse nel settore. Le dimensioni degli studi d'animazione, le produzioni e la qualità diminuirono, e ci vollero diversi anni perché l'attività riprendesse in modo costante. Un ruolo chiave giocò la neonata Toei Dōga, che nel 1958 fece uscire La leggenda del serpente bianco (白蛇伝?, Hakujaden) di Taiji Yabushita, il primo lungometraggio anime a colori. Questa produzione segnò l'inizio della «nuova era dell'animazione nipponica», caratterizzata da una serie di film dello stesso studio che divennero dei classici dell'animazione e che ebbero un'influenza notevole sulle opere successive. Alle loro produzioni erano inoltre coinvolti numerosi artisti che in seguito fonderanno propri studi di animazione, portando con sé le esperienze maturate alla Toei.
In questo periodo due fattori si rivelarono decisivi per lo sviluppo dell'animazione giapponese: da un lato l'esistenza in Giappone di un mercato estremamente fiorente e dinamico dei fumetti, detti manga, che avrebbero formato un campionario inesauribile di materiale a cui attingere e un traino economico da sfruttare; dall'altro la diffusione della televisione negli anni sessanta, che allargherà enormemente la platea e le possibilità commerciali degli anime. Mittsu no hanashi (新しい動画 3つのはなし?) del 1960 fu il primo film anime a essere trasmesso in televisione, seguito nel 1961 dalla prima serie televisiva con Otogi Manga Calendar (おとぎマンガカレンダー?). Fu però il successo della serie Astro Boy di Osamu Tezuka a segnare uno spartiacque nella storia del settore. Tezuka, che era già attivo come mangaka e aveva lavorato a tre film della Toei, realizzò il progetto dopo aver fondato il suo proprio studio di animazione, Mushi Production, nel 1961. La serie, tratta dal manga omonimo dello stesso Tezuka, segue le avventure di Atom, un robot dall'aspetto di un bambino che protegge il mondo dai crimini e dalle ingiustizie. La serie televisiva in bianco e nero durò per ben 193 episodi, dal 1963 al 1966, e fu la prima a presentare puntate di trenta minuti. Nel 1965 Tezuka realizzò sempre con la Mushi anche la prima serie televisiva animata a colori di successo, Kimba - Il leone bianco, basata su un altro suo manga. Influenzato dall'estetica e dalla tecnica dei film di Walt Disney, Tezuka emulò e affinò i processi produttivi statunitensi per permettere una produzione continua, ridurre i costi e limitare il numero di fotogrammi nelle sue produzioni. Inoltre aprì la strada a nuovi canali di finanziamento come la vendita di licenze e il merchandising. Le sue opere e le sue pratiche ebbero un'influenza profonda e duratura sui suoi successori e sullo sviluppo dell'animazione giapponese in una vera e propria industria.
Dalla metà degli anni sessanta in poi la scena dell'animazione giapponese conobbe una crescita continua, gli studi di produzione si moltiplicarono, si affinarono sempre più le tecniche e le televisioni private, così come la televisione di Stato NHK, aumentarono progressivamente la loro domanda di serie animate. Inoltre i personaggi degli anime vennero sfruttati a fini pubblicitari per i prodotti più disparati, garantendo così alle case di produzione entrate ulteriori, e cominciò anche a prendere piede il finanziamento diretto delle serie da parte di comitati produttivi e sponsor, finalizzato al successivo merchandising di gadget e modellini. Questo vero e proprio anime boom continuò fino agli anni ottanta, tanto che dal dopoguerra alla metà degli anni novanta si stima siano state prodotte complessivamente circa 3 000 opere ufficiali.
Contemporaneamente si assistette all'articolazione della produzione in una molteplicità di target, formati e generi, per venire incontro alle richieste di un pubblico sempre più vasto e variegato. Tra i filoni più rappresentativi si affermarono gli anime robotici o mecha, che conobbero il loro apice negli anni settanta con le saghe dei super robot di Gō Nagai e il realismo inaugurato da Yoshiyuki Tomino nel franchise Gundam. Per i più piccoli abbondarono le serie fantasy, fiabesche o storiche prodotte da grandi studi come Toei Animation e Nippon Animation, la quale con il World Masterpiece Theater diede avvio nel 1975 a una popolare serie di adattamenti di romanzi occidentali per ragazzi. Le commedie e le opere drammatiche furono altresì tra i generi più diffusi, soprattutto i drammi sportivi. Risalgono a questo periodo anche le prime opere indirizzate a un pubblico femminile: una corrente inaugurata da La principessa Zaffiro di Tezuka e Mimì e la nazionale di pallavolo della Tokyo Movie Shinsha sul finire degli anni sessanta, a cui si aggiunse negli anni ottanta il sottogenere mahō shōjo, e che portò nuovi temi nel medium come l'emancipazione, la scoperta di sé stessi e le storie d'amore. La diffusione delle videocassette e dei videoregistratori e la conseguente esplosione del mercato home video negli anni ottanta diede origine a un nuovo tipo di produzione, il cosiddetto original anime video (OAV), nato ufficialmente nel dicembre 1983 con il primo episodio di Dallos. Questo nuovo canale di distribuzione favorì la nascita di studi e progetti più piccoli, che potevano finanziarsi anche senza i cospicui budget televisivi, e costituì la valvola di sfogo per contenuti più maturi o pornografici che non avrebbero potuto trovare spazio nei palinsesti tv. In questo periodo emersero anche alcuni autori innovativi che segneranno i decenni a seguire, quali tra gli altri Isao Takahata, Hayao Miyazaki e Katsuhiro Ōtomo, il cui film colossal Akira del 1988, in particolare, contribuì in maniera determinante alla diffusione e al successo degli anime in Occidente.

### Sviluppi contemporanei

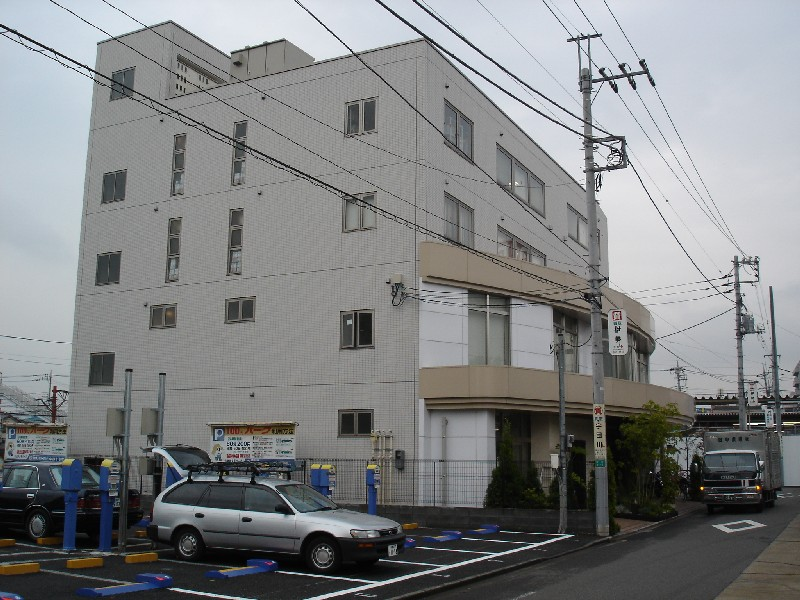
La vecchia sede di Tokyo della Gainax, lo studio che ha prodotto il blockbuster Neon Genesis Evangelion

Con lo scoppio della bolla speculativa giapponese nel 1991 e la seguente recessione e stagnazione economica, anche il mercato degli anime subì una brusca battuta di arresto, e gli studi di animazione dovettero affrontare debiti crescenti, difficoltà finanziarie e una generale crisi di idee. La risposta furono una serie di opere innovative che uscirono a partire dal 1995, esemplificate da Neon Genesis Evangelion di Hideaki Anno, che segnarono i canoni di una cosiddetta «nuova animazione seriale»: ossia una maggiore autorialità, la concentrazione delle risorse in serie più brevi e facili da vendere, un'impostazione registica ancora più vicina alla cinematografia dal vero, un drastico ridimensionamento del rapporto di dipendenza dai soggetti dei manga e una maggiore libertà dai vincoli del merchandising. È nell'ambito di questo rilancio che emersero nuovi talenti e figure di riferimento quali, oltre al già citato Anno, Mamoru Oshii, Satoshi Kon e Shin'ichirō Watanabe.
Intanto se in Giappone gli anime faticavano, a livello internazionale negli anni novanta e duemila raccolsero sempre più interesse e un bacino di spettatori in costante crescita. Questo permise ad alcuni franchise e studi di animazione di consolidarsi e fece aumentare la domanda per nuove serie, al cui finanziamento iniziarono a interessarsi anche aziende occidentali. Nei primi venti anni del XXI secolo la produzione di animazione commerciale in Giappone è cresciuta enormemente, contando più della metà delle oltre 13 000 opere prodotte dal 1958 nei vari formati. In questo periodo si è assistito a un aumento della polimedialità, alla diffusione dell'animazione digitale e della computer grafica 3D per contenere i costi di produzione, e a un'apertura a fasce di mercato sempre più diversificate. L'avvento di Internet ha assicurato nuove possibilità di distribuzione, come lo streaming, il simulcast e gli original net anime (ONA), garantendo una diffusione e una richiesta senza precedenti dell'animazione giapponese, ma generando anche una serie di sfide e interrogativi per il futuro del medium, come la copia e la fruizione illegale di contenuti, lo sviluppo di animazione in "stile anime" al di fuori del Giappone, la concorrenza di altri media, la necessità di nuovi impulsi creativi e tecnici, o la saturazione del mercato.

## Contenuti e riferimenti culturali
Gli anime presentano spesso storie più complesse e articolate rispetto a quelle dei cartoni animati occidentali. La caratterizzazione e lo sviluppo dei personaggi hanno un peso maggiore: così per i protagonisti è più importante la loro motivazione, lealtà e forza di volontà invece della semplice vittoria; i cliché sugli antagonisti vengono deliberatamente evitati, rendendo i cattivi spesso particolarmente belli d'aspetto o dando loro trascorsi e motivazioni convincenti che spiegano il loro comportamento; frequenti sono poi gli antieroi e i cambi di fazione dei personaggi, e anche la morte di protagonisti o figure amate dal pubblico non è rara. Il ruolo delle donne spazia da figure di primo piano che godono della stessa considerazione degli uomini, quali donne guerriere o ragazze con poteri magici, a parti femminili più tradizionali come quella della madre e casalinga premurosa che resta in secondo piano o della studentessa carina, tranquilla ed empatica, epitomizzate dal concetto di yasashii, ovvero "semplice, dolce, gentile". La corrispondenza di queste immagini femminili con la reale condizione della donna nella società giapponese è tuttora oggetto di dibattito.
Gli anime sono radicati nella cultura giapponese e presentano pertanto frequenti richiami a elementi del costume e della società nipponici: elementi che spesso sono determinanti nel definirne il contenuto e l'estetica e che possono risultare difficili da comprendere per gli spettatori stranieri. Questo fenomeno è più marcato nelle produzioni più vecchie, che erano state realizzate considerando il solo mercato domestico, mentre, con l'internazionalizzazione del medium, nelle opere più recenti si assiste di frequente a una contaminazione delle fonti. I riferimenti culturali giapponesi risultano più evidenti nelle opere storiche, mitologiche o slice of life, ma sono riscontrabili come sottotesto anche in tanti altri generi, compresi quelli che meno hanno a che fare con la realtà, come il fantasy e la fantascienza.

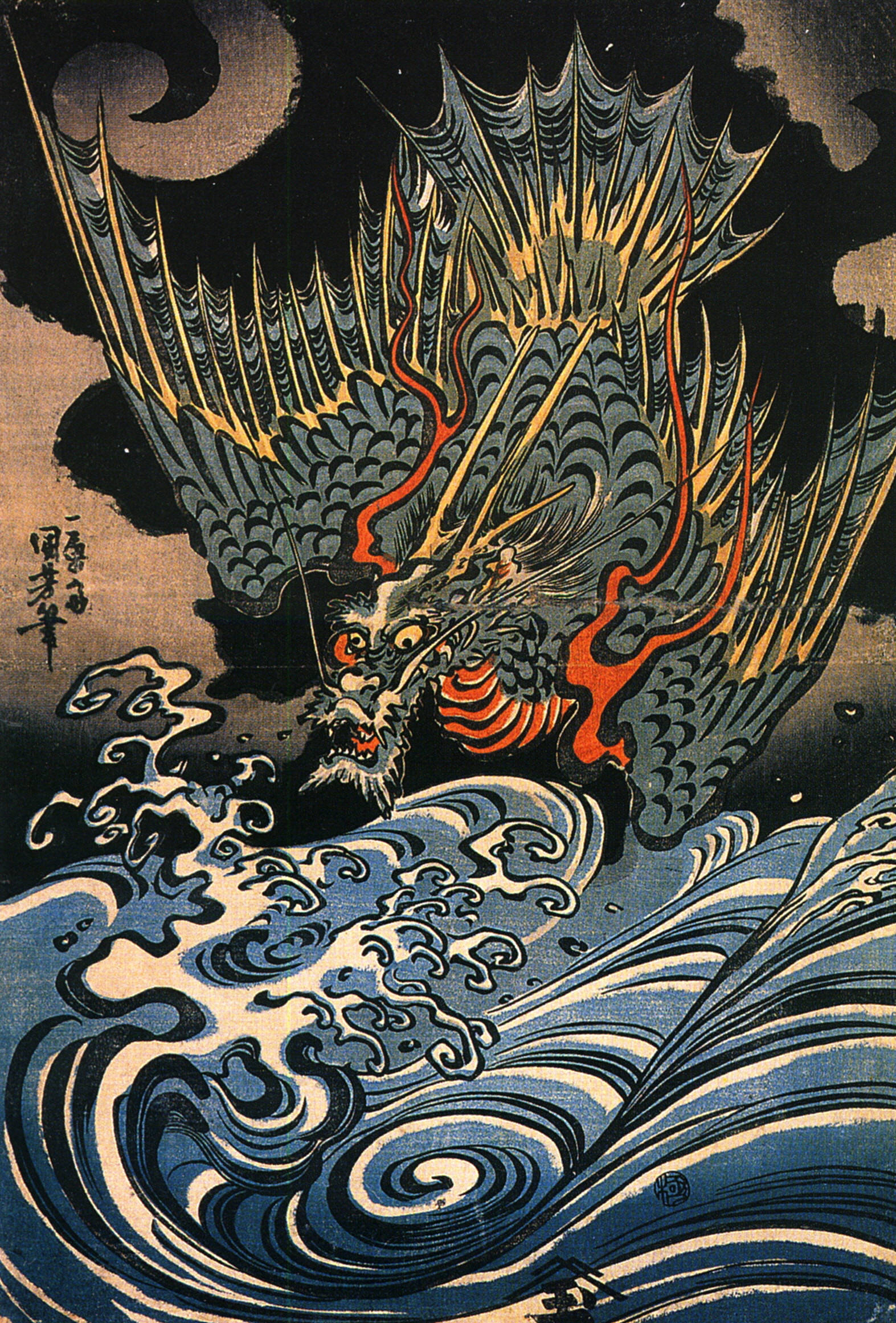
Leggende mitologiche di tradizione shintoista (opera dell'artista Kuniyoshi Utagawa, XIX secolo)

Le religioni e i sistemi di pensiero tradizionali giapponesi hanno grande influenza sul medium. Lo shintoismo si esplicita in una visione animistica della natura, popolata da spiriti e demoni, nella citazione di innumerevoli miti, leggende e figure folcloristiche, spesso reinterpretati in chiave moderna e con una morale esplicita, e nell'inclusione nella vita quotidiana di elementi fantastici e appartenenti a realtà situate oltre la normale soglia della percezione umana. Il rispetto tipicamente asiatico per la società e le gerarchie trae origine dagli insegnamenti del confucianesimo, mentre dal buddhismo giapponese e dallo zen derivano compassione e un approccio pragmatico e diretto alla realtà, che si manifesta anche nella scelta di storie d'azione, significando gli anime pur sempre intrattenimento e spettacolarità.
Altro fattore che porta nell'animazione nipponica tradizioni, aneddoti e situazioni è il bushido, il codice di condotta del nobile guerriero. Le storie degli anime tendono in particolare a unire gli aspetti del bujutsu (武術? la tecnica e l'abilità marziale) e del budō (武道? la via marziale che conduce alla pace) per fornire il giusto grado di spettacolarizzazione dei combattimenti, ma anche per rappresentare il percorso morale e formativo del protagonista e le sue qualità di giustizia, senso del dovere, lealtà, compassione, onore, onestà e coraggio, che possono esprimersi negli ambiti più disparati. Talvolta il fine ultimo di tale processo di crescita è addirittura l'acquisizione di una consapevolezza della vacuità della realtà, dell'ego e dell'esistenza materiale, così che nemmeno la morte sia più motivo di timore. Classico è anche il conflitto tra giri e ninjō, ovvero tra il senso del dovere nei confronti degli altri e più in generale della società, e la propria felicità personale, che si riflette nei comportamenti e nelle scelte dei protagonisti degli anime, fino ad arrivare anche all'estremo sacrificio di sé (我慢?, gaman).
Un ruolo importante riveste il rispetto delle relazioni e delle regole sociali, che vanno dall'attenzione alla famiglia, al rispetto per i più anziani e in generale per le figure guida come il maestro (先生?, sensei) o il senpai, all'uso di linguaggio e suffissi onorifici, a cui fa da contraltare la vita allettante, libera ma anche pericolosa dei lupi solitari. A questi temi sociali si aggiungono tematiche ambientali come il complesso rapporto tra uomo, natura e tecnologia, la protezione dell'ambiente, o i vantaggi e i pericoli della tecnica, a cui è strettamente legato il trauma collettivo tutto giapponese della bomba atomica, che prende forma nell'animazione in ordigni e catastrofi dalle conseguenze spaventose per il mondo e per l'umanità. Sotto altro profilo, il rapporto uomo-tecnologia costituisce anche il versante privilegiato attraverso il quale gli anime recepiscono e rielaborano la modernità, risultando un connubio inscindibile di antico e di nuovo. A livello politico e militare, a fianco a opere pacifiste ambientate in mondi fantastici, realistici o distopici, esistono anche storie legate alla propaganda, apologetiche della guerra, che minimizzano l'imperialismo giapponese o che attribuiscono al Paese un ruolo di vittima nella seconda guerra mondiale.
Infine un certo grado di sessualità e di nudità non è considerato tabù neanche nell'ambito più mainstream o nelle opere rivolte ai più piccoli, e trae origine dal diverso rapporto che i giapponesi hanno col corpo umano rispetto agli occidentali. Anche personaggi velatamente o esplicitamente omosessuali, figure androgine o ambigue, e comportamenti in contrasto coi tradizionali ruoli di genere compaiono frequentemente, e si manifestano in immagini ideali di uomini bishōnen, in donne che agiscono in ambiti tipicamente maschili, nel travestitismo e nel gender bending. Conseguenza di questa diversa sensibilità è anche l'abbondanza di comicità legata all'umorismo scatologico e sessuale.

## Generi
Nel loro insieme gli anime si rivolgono all'intero campionario di fasce d'età e strati sociali. Mutuando la tradizionale classificazione dei manga in target demografici, anche i prodotti animati vengono spesso catalogati per pubblico di destinazione in base all'età e al sesso. Per molti anime, tuttavia, specie quelli non tratti da fumetti, questa attribuzione può rivelarsi difficile o addirittura impossibile. E non è infrequente che opere concepite per un particolare target finiscano per accattivare anche altre fasce. Si distinguono le seguenti tipologie di massima:
- kodomo, opere indirizzate ai bambini;
- shōnen, produzioni per ragazzi e adolescenti, che spesso ricadono nei generi azione, fantascienza e fantasy;
- shōjo, anime per ragazze, principalmente storie sentimentali e d'amore;
- seinen, per un pubblico maschile dai 18 anni in su, con contenuti più sofisticati, violenti o erotici;
- josei, per un pubblico femminile dai 18 anni in su, che tratta soprattutto della vita quotidiana, lavorativa o sentimentale di giovani donne.

I target hanno un'influenza anche sui generi, sui formati e sulla distribuzione degli anime. Ciascun gruppo demografico privilegia infatti determinati soggetti rispetto ad altri, per cui un anime che ad esempio tratti di fantascienza sarà più probabilmente uno shōnen che uno shōjo, e così via. Similmente, le produzioni cinematografiche e televisive sono destinate principalmente ai bambini e alle famiglie, mentre nel mercato home video o nella fascia televisiva notturna è più probabile incontrare opere indirizzate a un pubblico più maturo.
Gli anime presentano la stessa varietà di generi narrativi di qualsiasi altro medium: dalla commedia al drammatico, storie per bambini, letteratura, storico, avventura, azione, fantascienza, fantasy, orrore, thriller, giallo, sportivo, romantico, slice of life, umoristico o erotico. Si ritrovano tuttavia anche generi, sottogeneri e tipi esclusivi della narrativa giapponese. Aniparo, ad esempio, indica parodie di altri anime spesso realizzati in stile super deformed. Nel campo dell'azione e sportivo, frequenti sono le storie di arti marziali, che pescano a piene mani dalla cultura giapponese e orientale, oppure i cosiddetti spokon, anime sportivi in cui il protagonista raggiunge la vittoria tramite un percorso di crescita fatto di fatica, tenacia, coraggio e duri allenamenti. A fianco agli sport tradizionali e popolari in tutto il mondo, trovano spazio anche storie incentrate su attività più sedentarie e locali, come il go, lo shōgi, il mah jong, il pachinko, il collezionismo, o la cucina. Uno dei sottogeneri più vecchi e diffusi è il mecha, una tipologia di anime fantascientifici incentrata sulla tecnologia e le macchine, in cui a dominare la scena sono sovente robot giganti. Due correnti del fantastico tipicamente giapponesi sono invece l'isekai, storie in cui il protagonista viene trasportato in un universo parallelo o mondo alternativo, e il mahō shōjo, un sottogenere con protagoniste dotate di poteri magici che solitamente impiegano ricorrendo a vistose trasformazioni.
In ambito sentimentale l'harem denota ambientazioni in cui un personaggio è circondato e riceve le attenzioni di diversi membri del sesso opposto, tipicamente dai tre in su. Una nicchia dell'animazione giapponese è occupata dai generi erotico e pornografico, per i quali si è diffusa a livello internazionale la dizione di hentai. Gli hentai presentano contenuti espliciti e si manifestano in una varietà di sottogeneri e tipologie. Di contro, più diffuso è l'ecchi, ovvero l'inclusione in altri generi di tematiche o allusioni sessuali senza mostrare atti amorosi espliciti, in quella che può essere considerata una forma di fanservice. Alcuni generi infine esplorano rapporti omosessuali, come yaoi (omosessualità maschile), bara (per maschi gay adulti), e yuri (lesbismo). Sebbene spesso utilizzati in contesto pornografico, i termini yaoi e yuri nelle loro varianti shōnen-ai e shōjo-ai possono essere usati anche per riferirsi a storie focalizzate sullo sviluppo della relazione affettiva senza contenuti sessuali espliciti.
In ogni caso una categorizzazione per genere e soggetto che sia esaustiva e univoca non è riscontrabile nella letteratura in materia, e comunque essa trova accreditamento spesso e volentieri più presso il pubblico che da parte degli autori. Molti anime, inoltre, non si lasciano ascrivere facilmente nelle categorie esistenti, ricadendo in più generi contemporaneamente o mischiando generi e temi in modo creativo.

## Linguaggio, stile e forme di espressione
Soprattutto se paragonati ad altre opere di animazione, gli anime presentano delle peculiarità nel linguaggio, nel simbolismo e nello stile, che sono il risultato dei processi di animazione che a lungo hanno dominato il medium in Giappone, della cultura estetica giapponese, e di influssi da parte dei manga e dell'animazione statunitense delle origini. Queste caratteristiche si ritrovano in gran parte delle opere dagli anni sessanta in poi, anche se sono sempre esistite eccezioni e in tempi più recenti, vista la crescente varietà e contaminazione, è sempre più difficile parlarne in termini generali.

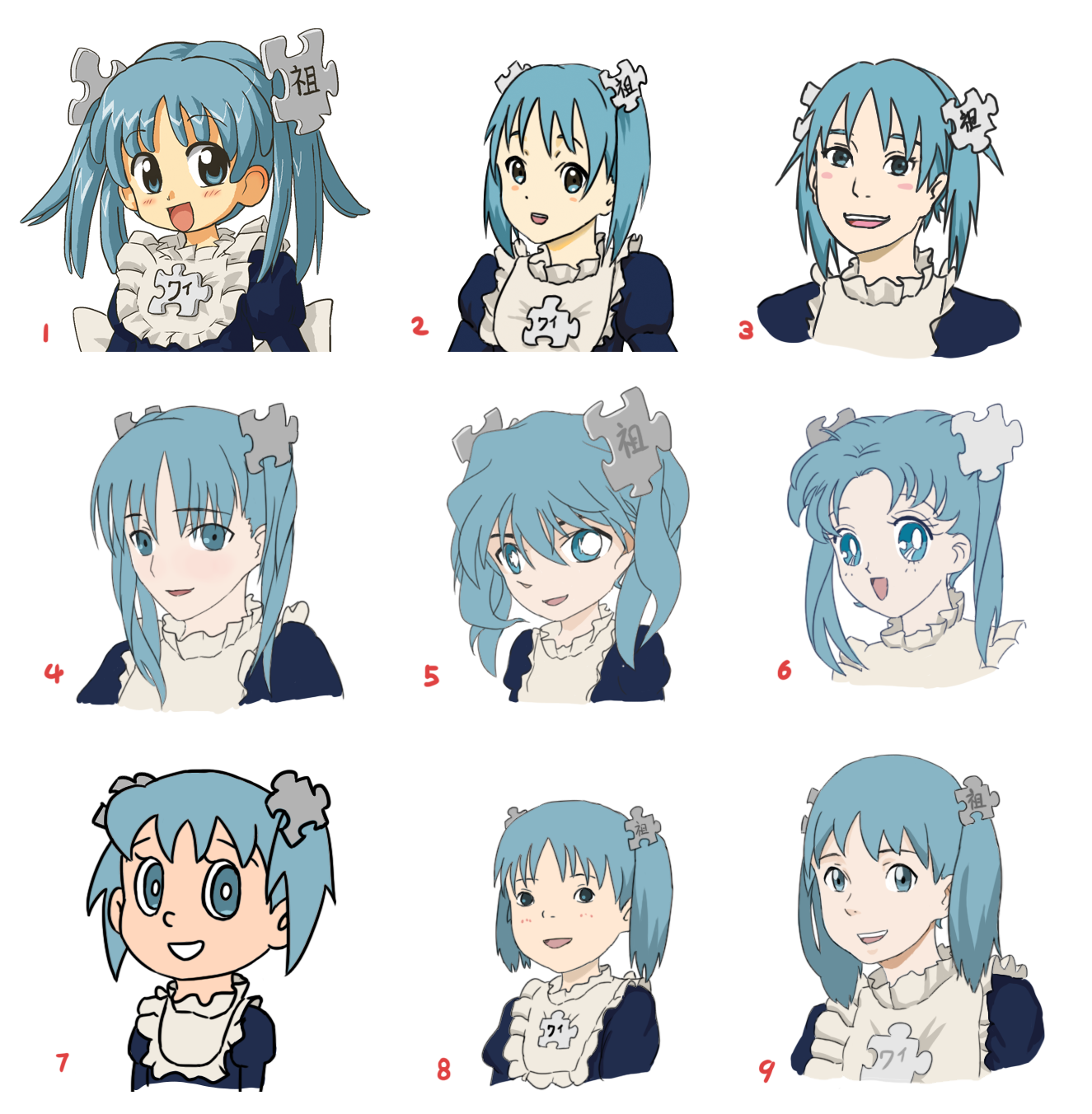
Lo stesso personaggio rielaborato in nove stili diversi, ispirati, in ordine, a Kyoto Animation, Naruto, Type-Moon, Detective Conan, Sailor Moon, Fujiko Fujio, Studio Ghibli e Makoto Shinkai.

A differenza dell'animazione occidentale, l'enfasi nell'animazione giapponese non è posta sulla rappresentazione di un movimento realistico. Trova infatti largo impiego l'animazione limitata, in cui dai quindici disegni al secondo, tipici della media delle produzioni cinematografiche della Disney, i creatori di anime scendono fino a cinque, con la conseguenza di un'animazione meno fluida. Questa tecnica è impiegata non solo per risparmiare tempo e denaro, ma anche come vero e proprio espediente artistico. Il movimento finisce quindi per avere minore peso nella narrazione, laddove diventano invece più importanti la forza del soggetto, la qualità dei disegni, la storia, il ritmo narrativo fatto anche di pause e di silenzi, il character design e la caratterizzazione dei personaggi. Nell'animazione limitata giapponese viene risparmiato in prima linea sulle pose intermedie, così che la narrazione procede soprattutto come alternanza di fotogrammi chiave in cui si sottolineano pose volutamente espressive dei personaggi. Ciò è dovuto anche alla tradizione estetica giapponese, basti pensare alle forme narrative del teatro kabuki o del kamishibai, in cui la fisicità e la mimica hanno un ruolo centrale. Momenti importanti possono essere anche solo accennati od omessi del tutto, e sta all'immaginazione dello spettatore completare le ellissi rappresentative.
Una delle innovazioni cruciali introdotte dagli anime e utilizzata per compensare le mancanze dell'animazione limitata è l'impiego di tecniche di ripresa simili a quelle usate nella cinematografia dal vero. Tale approccio, in cui il movimento è simulato muovendo fisicamente il disegno, si pone in antitesi con l'impostazione teatrale predominante nell'animazione americana. Tra gli effetti più usati si possono distinguere: il fix, ossia il fermo immagine; lo zoom, in cui la cinepresa si avvicina o si allontana; movimenti di camera come lo slide, il pan e il tilt; frequenti tagli; inquadrature angolate; prospettive multiple; variazioni di piano e campo; lo split screen, in cui l'inquadratura viene suddivisa in più parti, ciascuna con una visuale diversa della stessa o di più scene. Frequente è anche l'impiego di tali tecniche e il riuso di fotogrammi per ottenere un effetto di dilatazione temporale, che può portare in casi estremi un combattimento, una partita o un incontro di pochi istanti a durare per più di un episodio; una tendenza dovuta anche a questioni di risparmio, ma soprattutto per aumentare la tensione e la partecipazione emotive, e nell'ottica della mentalità giapponese di non considerare il tempo in semplici termini cronometrici, ma valorizzando invece la qualità dell'istante, l'intensità con cui lo si vive.
Le figure vengono rappresentate generalmente in modo semplice e stilizzato, mentre gli sfondi sono più dettagliati e realistici. In questo modo si facilita l'immedesimazione degli spettatori nei personaggi e l'immersione nell'ambientazione della storia. Nelle scene d'azione i fondali spariscono invece del tutto e viene dato risalto al solo movimento. I dettagli sono impiegati con parsimonia ma in modo molto preciso, in modo da dare l'impressione di una maggiore ricchezza di particolari di quella effettiva. Tipico è anche l'uso abbondante di colori, il ricorso alle linee cinetiche (dōsen) per esaltare i movimenti, e la resa iperbolica dei gesti per aumentare il pathos. Un'attenzione particolare viene inoltre riservata a sottolineare lo stato d'animo e le emozioni dei personaggi, in modo da coinvolgere e generare empatia negli spettatori.
Il character design è fortemente influenzato dai manga e segue sovente i canoni di bellezza giapponesi per ragazze e ragazzi attraenti, bishōjo e bishōnen, o i concetti di cool ("affascinante", carismatico") e di kawaii ("carino", "adorabile"). I personaggi mantengono alcuni tratti espressamente fanciulleschi, come gli occhi molto grandi o comunque preponderanti rispetto al resto del viso. Questo segno caratteristico degli anime, che è stato diffuso dalle opere di Osamu Tezuka, a sua volta influenzato da figure dell'animazione occidentale con occhi esageratamente grandi come Betty Boop, è funzionale a una maggiore resa espressiva. I capelli sono spesso rappresentati in modo innaturale, con acconciature peculiari e colori sgargianti come il verde, il blu o il rosa; e stesso discorso si può fare anche per il fisico e l'abbigliamento. Tutte queste caratteristiche servono a rendere i personaggi più attrattivi e riconoscibili, e veicolano a volte anche un significato simbolico. L'aspetto risultante appare spesso ben diverso da quello tipico dei giapponesi, che hanno solitamente occhi a mandorla e capelli scuri, risultando invece più marcatamente europeo; mentre però in Occidente questa tendenza può risultare evidente e contraddittoria, gli autori e gli spettatori giapponesi non percepiscono i soggetti ritratti in questo modo come più o meno stranieri, o legati a una particolare provenienza etnica o geografica.

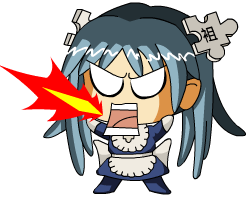
Wikipe-tan disegnata in formato super deformed e con l'utilizzo di espressioni facciali standard per indicare la collera

Nel disegno dei personaggi trova largo impiego un ventaglio consolidato di espedienti grafici ed espressioni facciali, per denotare in modo sintetico, velato o comico particolari stati d'animo. Tra la grande varietà di simboli utilizzati: una croce pulsante sul capo per indicare l'ira, una goccia di sudore per nervosità o tensione, arrossamento per l'imbarazzo legato all'attrazione sentimentale, occhi lucidi per uno sguardo intenso e carico di emozione, o una bolla dal naso per il sonno profondo. Un'altra varietà di design è il chibi o super deformed, uno stile caricaturale in cui i personaggi assumono dimensioni ridotte, teste sproporzionatamente grandi e altri tratti infantili e graziosi, e che viene impiegato in serie parodistiche, in commedie o per siparietti comici improvvisi. Va tenuto presente, tuttavia, che non tutti gli anime seguono queste convenzioni, e in opere di certi autori o per adulti trova invece impiego un design più realistico.

## Formati
Gli anime si presentano in una varietà di formati. I film sono stati la prima forma espressiva del medium e si dividono in base alla durata in lungometraggi, mediometraggi o cortometraggi. Hanno solitamente un budget e una qualità superiore alle altre produzioni anime e vengono concepiti per ampie platee, soprattutto di bambini, giovani e famiglie. Vengono distribuiti principalmente al cinema o più raramente prodotti per la televisione. La presentazione di film, cortometraggi o brevi filmati promozionali da parte degli studi di animazione è diventata anche una caratteristica di vari festival e convention annuali in Giappone a tema anime e manga. Tra gli anni 2000 e 2020 il numero di lungometraggi anime prodotti annualmente è passato da 31 a 91.
Le serie televisive rappresentano la fetta più grande e importante delle produzioni anime. Hanno una portata molto eterogenea, in quanto possono essere trasmesse su grandi network nazionali o anche su piccole stazioni che coprono solo una parte del territorio nipponico. Inoltre le serie televisive diurne hanno ascolti più alti e si indirizzano a un pubblico di bambini e giovani, mentre dagli anni novanta ha preso piede la programmazione notturna con gli shin'ya anime (深夜アニメ?), che contengono temi più maturi e hanno ascolti sensibilmente più bassi. Nei primi vent'anni del XXI secolo a causa dell'invecchiamento della popolazione in Giappone e della maggiore richiesta di esportazione di anime, l'animazione per adulti si è affermata sempre più e rappresenta ora la maggior parte delle produzioni televisive. Il numero di serie tv è andato progressivamente aumentando: negli anni ottanta e novanta si registravano tra i 50 e i 100 nuovi titoli all'anno, negli anni duemila si è passati da 100 a 200, nel 2013 si sono superate per la prima volta le 300 serie annuali, e da allora il valore oscilla tra 300 e 350. Le serie tv anime sono caratterizzate da scadenze più serrate e da una qualità media inferiore rispetto ad altre produzioni. Contano generalmente 12-13, 24-26, o più raramente 52 o più episodi, così che, trasmesse settimanalmente, raggiungono una durata di un trimestre, un semestre o un anno di programmazione. Un intervallo di tre mesi viene definito cour (クール?, kūru) e ha una collocazione tipicamente stagionale che si riflette sui palinsesti televisivi giapponesi: ci sono infatti cour invernali, primaverili, estivi e autunnali che iniziano rispettivamente a gennaio, aprile, luglio e ottobre. La maggior parte delle serie ha una durata prestabilita, ma ad esempio adattamenti di manga lunghi e di successo possono essere prodotti continuativamente e arrivare a contare anche centinaia di episodi. Una caratteristica delle serie anime è che presentano solitamente una trama continua che si snoda attraverso i diversi episodi e che si conclude con la fine dell'opera, a differenza delle produzioni animate occidentali che hanno tipicamente un formato episodico in cui ogni puntata narra una storia autoconclusiva.
Anime prodotti direttamente per il mercato home video prendono il nome di original anime video (OAV). Si tratta solitamente di singoli film o di brevi serie composte da pochi episodi. La durata è variabile e può andare da puntate di trenta minuti a film di due ore. Generalmente è un formato che riguarda storie non sufficienti a sviluppare una serie televisiva o per le quali non si prevede un grande pubblico, in quanto si possono produrre anche per nicchie specifiche di mercato e con budget sensibilmente più contenuti rispetto a film e serie tv. Poiché non sono sottoposti alla censura televisiva, gli OAV si possono permettere di includere fanservice, azione, violenza e contenuti pornografici, ma trovano spazio anche opere più tradizionali, artistiche, innovative o storie extra e spin-off a corredo di franchise famosi. La qualità può essere molto variabile, in alcune produzioni anche piuttosto bassa, ma spesso sensibilmente più alta delle serie per la tv. I formati degli OAV seguono i principali supporti multimediali, quali laserdisc, VHS, DVD e Blu-ray.
Infine, gli original net anime (ONA) sono un formato di anime sviluppatisi nei primi anni duemila e distribuiti originariamente in streaming su Internet e web TV. Spesso, come nel caso degli OAV, si tratta di serie brevi o con episodi di breve durata, alcune volte, specie nei primi tempi, a carattere amatoriale o promozionale.

## Processo produttivo

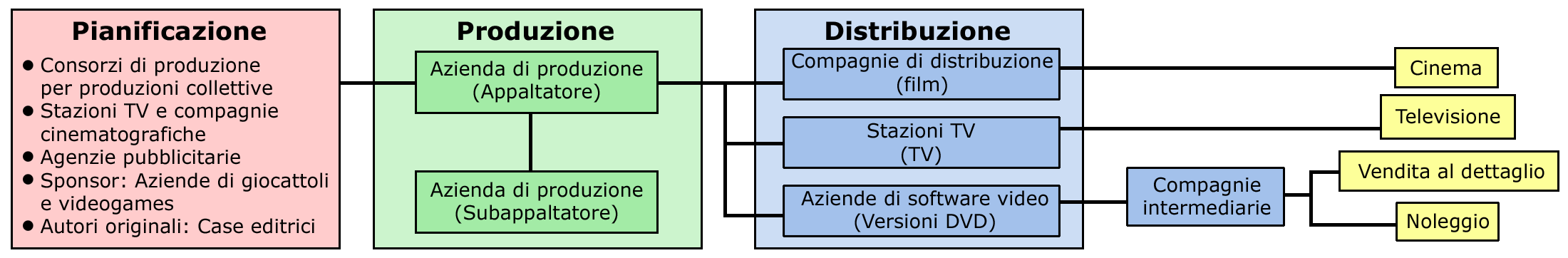
La struttura dell'industria moderna degli anime

### Pianificazione
Il processo produttivo di un anime è preceduto da una fase di pianificazione, che può essere di due tipi: l'uno, il gensaku anime (原作 アニメ?), consiste nella scelta di un manga, un romanzo, una light novel o un videogioco su cui basare la sceneggiatura e comporta una serie di negoziazioni tra autori, editori e produttori; l'altro, il cosiddetto gen an (原 アン?), vede un soggetto originale concepito dal regista o da un altro autore appositamente per la creazione dell'anime. Poiché inoltre difficilmente uno studio di animazione si imbarca in una produzione contando solo sui propri mezzi finanziari, vengono coinvolti sponsor esterni, oltre al comitato produttivo (製作委員会?, seisaku iinkai) composto da case di produzione, emittenti televisive ed editori, i quali investono i propri capitali più facilmente su soggetti già collaudati, come nel caso dei gensaku, piuttosto che al buio, come in un gen an. Conseguenza dell'alto numero di persone coinvolte nei processi decisionali e produttivi dell'opera è che nei prodotti finiti è spesso difficile riconoscere l'autorialità dei singoli contributi. Un apporto creativo più marcato è individuabile nei film cinematografici di particolari autori e registi illustri, che mantengono un controllo più serrato sulle idee e le decisioni, anche se tali opere d'autore sono piuttosto rare negli anime.

### Produzione
Scelto il soggetto, si procede alla stesura della sceneggiatura, in base alla quale il regista, affiancato dal direttore di produzione, comincia a fornire le prime direttive al character designer, al direttore artistico e, ove necessario, al mecha designer per un primo abbozzo delle ambientazioni e dei personaggi. Con il materiale così elaborato si passa alla realizzazione dell'ekonte (絵コンテ?), una sorta di storyboard dell'anime che funge da traccia base per tutto lo staff, fornendo dettagli quali il numero di frame per scena, gli effetti visivi e gli sfondi necessari, le inquadrature, i movimenti di camera, la dinamica e la composizione delle scene. Per la realizzazione di circa mezz'ora di ekonte sono necessarie normalmente circa tre settimane di lavoro. Nel caso di trasposizioni si assiste sovente a modifiche del materiale originale, come la rimozione di parti di storia o l'aggiunta di archi narrativi inediti, detti filler. Anche un adattamento a un'altra fascia di pubblico è possibile, con conseguenze nell'estetica, nei temi e nel tono della narrazione. Nel caso di serial un regista e uno sceneggiatore principale si occupano della composizione generale della serie, ma poi spetta ai registi e agli sceneggiatori dei singoli episodi applicare e declinare concretamente le direttive. In questa fase il character designer si occupa di definire l'aspetto dei vari personaggi e di tracciare dei modelli di riferimento, detti settei (設定?), che ne illustrano le caratteristiche principali come fisionomia, proporzioni e principali espressioni facciali, fornendo una guida il più possibile dettagliata per il successivo lavoro degli animatori. Una volta definiti l'ekonte, il character design, il mecha design e gli sfondi, viene poi realizzato l'animatic, ossia una versione filmata dell'ekonte necessaria per verificare sia il ritmo delle scene sia — con l'aggiunta dei dialoghi e delle musiche in versione grezza — la coerenza di suoni e immagini. Superato il vaglio del regista, dall'animatic si passa quindi alla fase di realizzazione dell'animazione vera e propria coordinata dal direttore dell'animazione.
Gli anime vengono realizzati comunemente impiegando l'animazione tradizionale, e per lungo tempo il medium è stato caratterizzato dall'uso della cel animation. In essa i fotogrammi vengono disegnati su fogli di acetato trasparenti, detti cel appunto, e poi sovrapposti in più strati sugli sfondi per comporre i frame da fotografare: a ogni scatto corrisponde la sostituzione di uno o più cel contenenti la variazione necessaria per rendere il movimento. Questo procedimento viene quindi ripetuto per ogni scena. Per ricreare l'illusione di un movimento fluido, in animazione così come in cinematografia si considerano standard 24 fotogrammi al secondo. Negli anime è d'uso invece impiegare l'animazione limitata, nella quale da 24 frame si può passare a 12 o 8 o anche meno, in modo da risparmiare tempo e denaro, ma da garantire una fluidità comunque soddisfacente. A tal fine lo stesso cel viene filmato per più fotogrammi successivi; si può avere quindi ad esempio un'animazione shot on twos in cui i frame al secondo sono 12, o shot on threes in cui ogni fotogramma viene ripreso per 3/24, ossia 1/8, di secondo. Negli anime la media è 8 ma si può arrivare a numeri inferiori, per scene statiche, o superiori, fino anche a 24, per sequenze particolarmente cariche d'azione. La frequenza dei fotogrammi dipende dal budget e dalla qualità che si vuole ottenere: solitamente i film hanno un numero di fotogrammi al secondo più alto delle produzioni televisive.

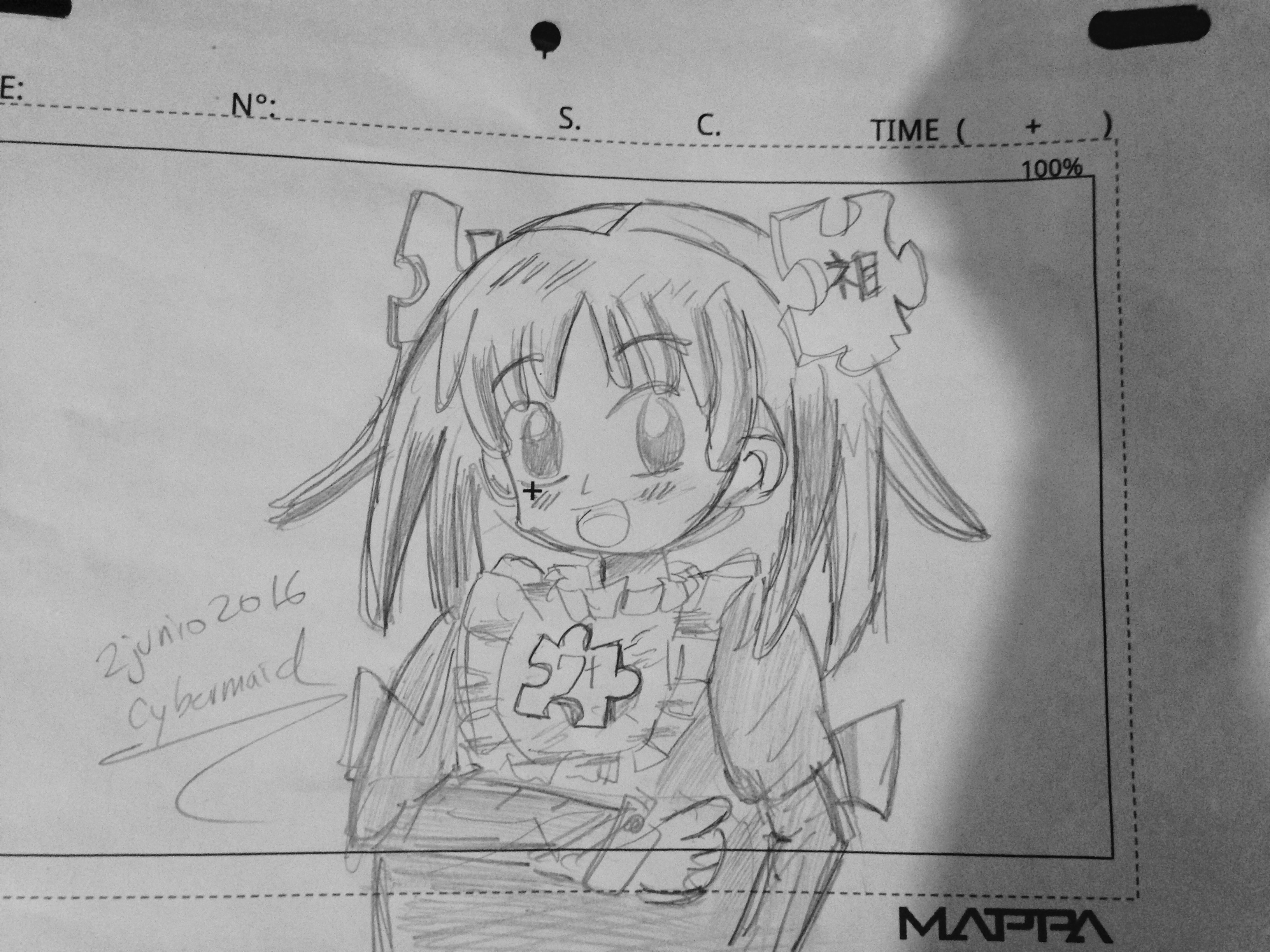
Un esempio del processo di realizzazione di un fotogramma. Si notino i bordi dell'inquadratura e il campo per il time sheet.

L'animazione si compone di key frame (原画?, genga), ossia i disegni che definiscono gli stati chiave del movimento, e di inbetween frame (動画?, dōga), i fotogrammi di passaggio da un key frame all'altro, necessari a dare l'illusione del movimento. Negli studi di animazione giapponesi i key frame vengono affidati ai capi animatori, lavoratori esperti e meglio pagati, che definiscono anche i time sheet dei fotogrammi, ovvero le impostazioni di ripresa delle scene e la posizione che devono occupare nella sequenza di montaggio finale. Le intercalazioni invece, che sono in numero maggiore e richiedono meno creatività, vengono svolte dagli inbetweener, animatori più giovani o alle prime armi e peggio retribuiti. Gli animatori seguono il modello del settei ma questo processo a cascata può portare a delle difformità di stile; spetta quindi al direttore dell'animazione ricontrollare, correggere o ricommissionare i singoli fotogrammi. I disegni sono eseguiti solitamente su carta e devono essere poi trasferiti su cel; nel primo periodo dell'animazione giapponese quest'operazione veniva svolta con della carta copiativa soprattutto da donne, poi l'introduzione della xerografia ha permesso di accelerare e meccanizzare il processo. Su cel le tavole sono poi colorate, tradizionalmente a mano. Tra gli anni sessanta e settanta le fasi più semplici dell'intercalazione e della colorazione venivano affidate a studenti e massaie pagati al ribasso, e dallo stesso periodo si è iniziato a subappaltare tali operazioni ad altri studi di animazione, in Giappone ma soprattutto all'estero, in particolare Cina, Corea, Filippine e Thailandia; il fenomeno è andato consolidandosi, tanto che attorno al 2010 si stimava che circa il 60-70% del personale impiegato nella produzione di anime risiedeva fuori dal Giappone.
Una volta che i fotogrammi sono completati, vengono assemblati davanti alla fotocamera e filmati. Quest'operazione è solitamente svolta da due operatori: uno che riporta le indicazioni del time sheet, e uno incaricato di comporre e muovere i vari elementi per formare le scene e creare gli effetti cinematografici. I cel vengono fissati al banco di lavoro tramite dei fori posti sul bordo e che ricadono fuori dall'inquadratura, questo permette di evitare disallineamenti indesiderati e di velocizzare la variazione dei vari livelli agendo su delle manovelle. Il formato più comune per le riprese è la pellicola da 16 millimetri, che viene poi convertita per la televisione o l'home video tramite telecinema.
Dagli anni novanta l'animazione al computer trova sempre più spazio nella produzione di anime, e ogni studio l'impiega ormai correntemente per ridurre tempi e costi. In essa tutti i disegni vengono digitalizzati tramite scanner o realizzati direttamente su supporti appositi come una tavoletta grafica, e colorati digitalmente tramite appositi programmi; vengono poi sovrapposti agli sfondi, anch'essi digitalizzati o dipinti digitalmente, e composti impiegando software appositi con i quali i vari fotogrammi vengono memorizzati in sequenza, anziché fotografati uno per uno. Questi processi di animazione digitalizzati non hanno però soppiantato la resa grafica tradizionale 2D della cel animation, tanto che la maggior parte dei disegni è tuttora realizzata a mano. Produzioni anime interamente in computer grafica 3D restano limitate a pochissimi esperimenti, mentre le tecniche di animazione digitale vengono più spesso impiegate a corredo dell'animazione tradizionale, ad esempio per aggiungere effetti particolari come cel-shading, illuminazione o rendering. Questa modernizzazione dell'industria ha reso necessarie nuove competenze e figure professionali.
Secondo i dati di uno studio del 2013 gli addetti nel campo degli anime lavorano in media 10-11 ore al giorno per 25-26 giorni al mese. Il salario annuale medio è di 3,3 milioni di yen (circa 25 400 €) e la norma è di 4 milioni ¥ (30 800 €): a partire dai 1,1 milioni ¥ (8 500 €) dei ruoli meno qualificati e iniziali come gli intercalatori, 2,8 milioni ¥ (21 500 €) per i capi animatori, i 3,8 milioni ¥ (29 200 €) degli storyboarder/animatori 3D, fino ai 6,5 milioni ¥ (50 000 €) dei registi. I disegnatori sono pagati secondo uno schema che prevede un compenso fisso e una parte variabile che dipende dal numero di tavole disegnate; una situazione che insieme al basso stipendio fisso causerebbe turni di lavoro massacranti per le nuove leve. Dagli anni sessanta agli anni novanta, a ridosso delle scadenze, era inoltre frequente lavorare a oltranza fino a passare la notte nello studio, in quelle che venivano soprannominate satsujin shūkan ("settimane della morte"). Un retaggio di questa impostazione è che comunque le donne e gli uomini con famiglia vengono penalizzati, e gli studi di animazione preferiscono ingaggiare giovani maschi single, che sono più flessibili per quanto riguarda orari e salari. Le condizioni di lavoro e gli stipendi sono comunque migliorati sensibilmente a partire dagli anni novanta grazie a tre fattori: l'avvento dell'industria dei videogiochi, che ha offerto per la prima volta agli animatori un'alternativa meglio retribuita; la nascita nel 2007 dell'associazione di settore Japanese Animation Creators Association (JAniCA); e una riforma delle pratiche lavorative degli studi d'animazione imposta dall'amministrazione giapponese.
Una volta completata l'animazione ha luogo la sonorizzazione, consistente nell'aggiunta delle voci e della colonna sonora, costituita dagli effetti sonori, dalla musica di sottofondo e dalle canzoni. Poiché a differenza delle produzioni occidentali il doppiaggio avviene dopo l'animazione e per risparmiare vengono utilizzate solo poche animazioni della bocca dei personaggi, è possibile che il suono non corrisponda sempre precisamente al labiale. Gli attori vocali, o seiyū, sono scelti dal regista, dal produttore musicale o affidandosi a un'agenzia. Il doppiaggio avviene in studi di registrazione e si avvale in alcuni casi di animatic o di copie dei frame con informazioni sul tempo e sul ritmo delle battute, ma più spesso fornendo agli attori solo un'immagine del personaggio e i propri dialoghi. La musica degli anime viene composta seguendo le indicazioni del regista e dei produttori, e vanta una tradizione di compositori eccellenti. Il direttore degli effetti si occupa della creazione degli effetti sonori, ormai realizzati quasi esclusivamente con generatori di suoni elettronici, quali sintetizzatori e campionatori, mentre il direttore del suono sovrintende alle registrazioni e alla qualità dell'audio. Canzoni vengono impiegate per le sequenze di apertura e di chiusura o come insert song all'interno delle opere. Sono generalmente composte da band J-pop o J-rock, tenendo presente sia l'anime che devono andare a corredare sia il mercato discografico più ampio, per questo spesso non alludono se non molto vagamente all'ambientazione della storia.

### Distribuzione e localizzazione

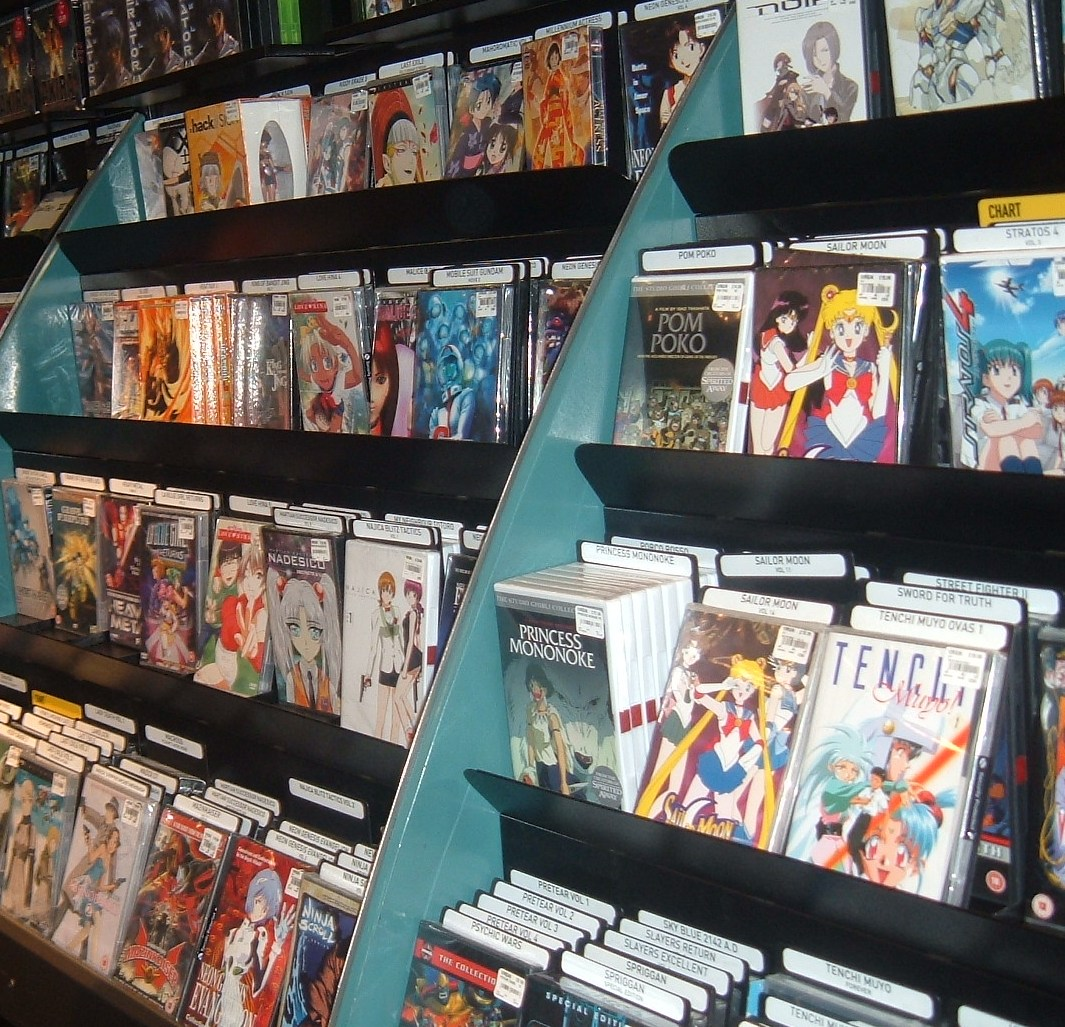
Anime in DVD pronti per la vendita

Della distribuzione degli anime si occupano le compagnie di distribuzione, che spesso siglano i loro accordi con gli studi di animazione in anticipo ed entrano a far parte del comitato produttivo come finanziatori. Al cinema entrano in gioco case di distribuzione cinematografiche, per le serie televisive sono le emittenti a fare da tramite, mentre nel mercato home video aziende specializzate si occupano della conversione dei filmati nei diversi formati commerciali.
La distribuzione internazionale è effettuata da aziende che si assicurano i diritti di localizzazione delle opere. Si tratta perlopiù di pochi grandi distributori concentrati in Occidente. Come prima cosa l'adattamento della sceneggiatura originale viene affidato a un traduttore, che è spesso un professionista con un'ottima padronanza della lingua giapponese e di destinazione. Il traduttore è responsabile di fornire un adattamento che salvaguardi il senso dell'originale e che sia fluido anche nella lingua di destinazione; un compito difficile per via delle marcate differenze linguistiche e culturali tra il giapponese e le lingue occidentali, e che può portare in questa fase a derive semantiche, perdita di significati e giochi di parole voluti o a una traduzione più libera e meno letterale. La traduzione serve come base per la realizzazione dei sottotitoli e del doppiaggio. Le opere solo sottotitolate sono la minoranza, mentre una localizzazione doppiata risulta più costosa ma anche più facile da rivendere e quindi più proficua. La traccia vocale viene registrata dai doppiatori locali in studi di registrazione ed è poi sostituita e sincronizzata digitalmente al posto di quella giapponese. In questa fase possono avvenire ulteriori modifiche alla traduzione e deviazioni dal significato originale.
Poiché gli anime presentano dei marcati riferimenti alla cultura giapponese e dei contenuti spesso più maturi o in contrasto con la concezione occidentale tradizionale dei cartoni animati, che li rendono non sempre facilmente comprensibili e adatti alle platee straniere, i distributori internazionali hanno operato frequentemente degli adattamenti invasivi. Una prima strategia è stata di esportare inizialmente solo quelle opere con contenuti neutri o basate su fiabe e racconti di tradizione occidentale, che venivano avvertite come di origine non giapponese, prima che prendessero piede anche prodotti più marcatamente nipponici. Frequenti nella localizzazione sono anche modifiche e censure al materiale originale, al fine soprattutto di rendere i prodotti più adatti al target televisivo dei più piccoli e allinearsi alle linee guida più stringenti in materia di censura, con conseguente rimozione di scene o interi episodi di nudità e violenza, o allusioni alla sessualità, la religione, gli alcolici o le droghe. Semplificazioni culturali sono state messe in atto per evitare riferimenti espliciti al Giappone e ai suoi costumi, come la sostituzione di sigle e canzoni, cibo, festività, nomi o titoli onorifici. In anni più recenti tuttavia questo fenomeno si è ridotto, ed è pratica comune eseguire un adattamento che mantiene inalterate le opere rispetto all'originale giapponese.
Ai canali distributivi legali si affianca il fenomeno del fansubbing, in cui gli anime vengono resi disponibili in modo non autorizzato con l'aggiunta di sottotitoli da parte di gruppi di appassionati e distribuiti su Internet tramite portali web o programmi di file sharing. Questa pratica è nata per poter fruire di opere giapponesi non disponibili in Occidente, ma prosegue spesso indisturbata anche dopo un'eventuale uscita licenziata. Per limitare le perdite derivate dal fansubbing e rimuovere la necessità di intermediari, canali e distributori hanno iniziato a diffondere le opere sottotitolate e in alcuni casi anche doppiate in simulcast o poco dopo l'uscita giapponese su piattaforme online a sottoscrizione ma anche libere, quali Funimation o Crunchyroll, alle quali si aggiunge l'offerta di servizi video on demand internazionali come Amazon Prime o Netflix.

## Industria e mercato
L'industria degli anime in senso stretto si riferisce al mercato generato dalle sole case di produzione, che ammontano a 622 studi di animazione in Giappone, la quasi totalità dei quali ha sede a Tokyo con una particolare concentrazione nei quartieri di Nerima e Suginami. L'associazione di categoria principale è la Association of Japanese Animations. Questo mercato annuale è in costante espansione e ha superato i 300 miliardi di yen nel 2019. Le fonti di reddito principali per gli studi sono rappresentate dalla televisione, dal cinema, dall'home video, da Internet, dal merchandising, dalla musica, dalla commercializzazione all'estero e da altri canali, quali licenze pachinko a tema ed eventi. Negli ultimi vent'anni si è assistito a un aumento dei ricavi da televisione e cinema, e contestualmente a un forte calo nell'home video, vendita e noleggio, settori che soffrono la concorrenza della distribuzione digitale e che sono passati da essere la fonte principale di guadagni a cavallo degli anni novanta e duemila a fornire un apporto trascurabile; questo calo è però compensato dall'emergere della distribuzione su Internet, che in percentuale ha avuto l'incremento maggiore e rappresenta una delle branche più promettenti del settore.
In senso più ampio nel mercato degli anime vengono contate anche tutte quelle aziende che fanno parte dell'indotto e che sono attive in campi come la distribuzione o il merchandising, in Giappone e all'estero. Se si considera tutta questa catena produttiva il mercato annuale sale a oltre 2500 miliardi di yen, con i ricavi maggiori che derivano dai settori del merchandising e delle licenze. Inoltre una parte cospicua dei guadagni proviene dall'estero, con una tendenza in costante aumento dato che sempre più spettatori e distributori si interessano agli anime negli ultimi anni. Nel 2020 per la prima volta il mercato internazionale ha superato quello giapponese ammontando a più della metà dei ricavi mondiali di anime.
Fatturato in miliardi di yenAnno0501001502002503003502002200520082011201420172020TVFilmHome videoInternetMerchandisingMusicaEsteroAltroMercato degli anime in senso stretto

Gli anime rappresentano una parte sostanziale del comparto economico video in Giappone. Negli anni duemila l'animazione costituiva il 7% del mercato dei film, superiore al 4,6% delle opere in live action. Pur ammontando ad appena il 10% del totale dei film giapponesi, i lungometraggi anime figurano tra le opere più viste del Paese, rappresentano da soli la metà del botteghino cinematografico annuale nipponico, e molti dei film di maggiore incasso in Giappone sono anime. Nello stesso periodo le vendite di anime nel Paese ammontavano al 70% del mercato home video. A livello internazionale gli anime non arrivano a emulare i successi domestici o di produzioni più consolidate e popolari, come i film Disney o le pellicole di Hollywood, ma si sono attestati come un'importante industria e fenomeno globale, tanto che nel 2004 si stimava che il 60% dell'animazione in circolazione in tutto il mondo era di produzione giapponese. I mercati internazionali maggiori sono, nell'ordine, l'Estremo Oriente, l'Europa e il Nord America.
I costi di realizzazione degli anime sono andati costantemente aumentando: un singolo episodio di 30 minuti per la TV richiedeva mediamente attorno ai 5-10 milioni di yen nel 2005, 12-15 milioni nel 2010, e ha raggiunto i 20 milioni nel 2020, con punte che possono arrivare fino a 30-50 milioni per alcune serie. Ciononostante questo non si traduce sempre in un guadagno per le case di produzione, e anzi più di un terzo di loro ha i conti in rosso. Infatti i finanziamenti da parte dei committenti in Giappone — che possono essere comitati produttivi, fondi, banche, o investitori stranieri — e i ricavi della prima trasmissione non sono spesso sufficienti a coprire i costi i produzione. Per questo si rendono necessarie altre fonti di guadagno, attraverso il merchandising o la vendita di diritti all'estero o di licenze per altri media, per permettere la sopravvivenza degli studi di animazione.
Il mercato degli anime è strettamente legato a quello di altri media. Storicamente infatti molti anime, se non la maggior parte, sono basati su manga di successo, tanto che alcuni esperti li stimano in oltre il 90%. In tempi più recenti si è invece assistito a un incremento di adattamenti derivanti da light novel, visual novel e videogiochi. Anche il percorso inverso è però comune: dagli anime spesso si sviluppano interi franchise composti da prodotti quali manga, romanzi, merchandising, artbook, drama CD, colonne sonore o giocattoli. Questo è dovuto in parte alla multimedialità propria del medium, in parte alla già citata esigenza da parte degli studi di animazione di trovare altri canali di finanziamento sfruttando il traino economico delle loro opere. Il sistema produttivo stesso degli anime incoraggia d'altronde questo processo, in quanto i comitati di produzione sono composti da aziende attive in svariati settori — emittenti tv, compagnie di distribuzione, case editrici, agenzie pubblicitarie, ditte di giocattoli — le quali investono negli anime come piattaforma su cui poi sviluppare prodotti tie-in per la propria branca. Per questo, nel caso degli anime gli ascolti e i ricavi diretti giocano non di rado un ruolo trascurabile, e la trasmissione può servire anche e principalmente da pubblicità per la successiva pubblicazione home video, l'uscita del merchandising o lo sviluppo del franchise, con cui vengono fatti i veri guadagni.

## Diffusione nel mondo
Gli anime hanno avuto nel tempo una diffusione planetaria. Nel Sud-est asiatico, a causa della pregressa larga diffusione dei manga, della vicinanza geografica col Giappone e dell'assenza di un'industria dell'animazione consolidata, gli anime iniziarono a circolare presto nel secondo dopoguerra in Paesi come Corea, Taiwan, Hong Kong, Singapore, Thailandia e Filippine. Anche se in molti di questi Paesi le importazioni dal Giappone erano scoraggiate, il fiorire di un vasto mercato illegale permise alle opere di circolare ugualmente e di raggiungere un'ampia popolarità nella regione già dagli anni ottanta, influenzando notevolmente artisti e stili della produzione locale. Quello asiatico è il mercato internazionale più grande, soprattutto con la crescita di importazioni da parte della Cina a partire dagli anni novanta.
In Occidente l'animazione giapponese giunse a cavallo degli anni cinquanta e sessanta, con alcuni film a distribuzione limitata quali La leggenda del serpente bianco, Shōnen Sarutobi Sasuke e Le 13 fatiche di Ercolino. Il primo Paese a importare regolarmente prodotti anime furono gli Stati Uniti, dove tra il 1963 e il 1964 venne trasmessa Astro Boy, praticamente in contemporanea con il Giappone, a cui fecero seguito altre serie molto popolari come Kimba - Il leone bianco e Speed Racer (Superauto Mach 5). Negli anni ottanta la richiesta di nuovi cartoni a basso costo per la programmazione tv e il mercato dei giocattoli diede ulteriore spinta alle importazioni, soprattutto di serie mecha. Queste furono frequentemente modificate e adattate nei dialoghi e nella trama ai gusti del pubblico nordamericano, come nel caso di Tranzor Z (Mazinga Z), Battle of the Planets (Gatchaman) e Star Blazers, o in quelli più eclatanti di Force Five, Voltron e Robotech, che sono serie di montaggio risultanti dalla fusione di un gran numero di anime distinti e scollegati tra loro. Nel corso degli anni novanta, sull'onda del successo di opere come Akira, Pokémon, Sailor Moon e Dragon Ball Z, il fenomeno anime in Nord America raggiunse la definitiva consacrazione. Al 2020 gli Stati Uniti costituiscono il secondo mercato di anime dietro quello nipponico.
L'Europa si aprì a una maggiore diffusione di anime con le serie giunte negli anni settanta. In particolare in Francia, Italia e Spagna si sviluppò un forte interesse verso la produzione giapponese, per via dei prezzi abbordabili e dell'elevata offerta. Inoltre, poiché questi primi anime orientati alle esportazioni non presentavano espliciti legami alla loro origine nipponica o questi potevano essere facilmente espunti tramite l'adattamento, i cartoni giapponesi ben si prestavano a essere fruiti come forma di intrattenimento culturalmente neutrale. Per questo alcuni dei primi anime in Europa furono coproduzioni, come Vicky il vichingo, Heidi e L'ape Maia in Germania, Barbapapà e Ulysse 31 in Francia, Calimero in Italia o D'Artacan in Spagna. Le serie che aprirono la strada alla popolarità dell'animazione giapponese furono UFO Robot Goldrake in Francia e in Italia e I Cavalieri dello zodiaco in Spagna. Da allora questi Stati sono quelli che hanno importato il maggior numero e varietà di anime. In questi stessi Paesi, tuttavia, gli anime hanno suscitato anche forti polemiche per via della loro dose di violenza e i loro contenuti maturi, e sono andati incontro a occasionali campagne di ostracismo, interruzioni e censure. Nei Paesi di lingua tedesca la diffusione degli anime è rimasta storicamente limitata e la programmazione televisiva degli anime è un fenomeno che si è radicato solo a partire dalla seconda metà degli anni novanta. Nel Regno Unito l'animazione nipponica non ha praticamente mai trovato spazio nei palinsesti televisivi, ma al contrario un fiorente mercato home video degli anime ha preso piede già dalla fine degli anni ottanta.
I maggiori importatori occidentali di anime, ovvero gli Stati Uniti, la Francia e l'Italia, sono anche responsabili della diffusione delle opere in Paesi confinanti e in altre parti del mondo, come la penisola iberica, la Germania, il Medio Oriente e l'America Latina. A partire dagli anni duemila la diffusione degli anime ha beneficiato dell'apertura di palinsesti e canali satellitari internazionali dedicati, come ad esempio Animax, che è stato attivo nel Sud-est asiatico, India, America Latina, Nord America, Australia e diversi Paesi dell'Europa e dell'Africa. Contemporaneamente diverse piattaforme online hanno iniziato a trasmettere le opere in simulcast mondiale e i servizi di streaming quali Netflix, Crunchyroll, Prime Video e Hulu hanno sviluppato un sempre maggior interesse per la coproduzione e l'acquisizione nel proprio catalogo di opere anime, aprendo le porte a una diffusione globale dell'animazione giapponese.

## Accoglienza

### Impatto culturale
Gli anime sono una parte integrante della cultura di massa giapponese. Infatti, a differenza di altri Paesi in cui l'animazione risente di un certo grado di pregiudizio, in Giappone questa viene accettata e fruita ad ampio spettro all'interno della società: il pubblico è composto da tutte le fasce d'età, e immagini o citazioni di anime sono onnipresenti nei vari aspetti della vita quotidiana nipponica, dalla pubblicità, all'intrattenimento, fino all'istruzione, al giornalismo o alla cultura. Pur con evidenti finalità commerciali, di divertimento e di evasione, gli anime sono stati riconosciuti anche per i loro meriti artistici ed espressivi e per la loro complessità tematica. Diversi critici li hanno definiti una forma di arte contemporanea e di massa, che colma cioè il divario tra la storica divisione in cultura alta e cultura popolare, ponendosi come oggetto che può essere fruito da tutti e che si inserisce nel panorama di una proliferazione mediatica globale sempre più vasta, veloce e digitalizzata. Ne sono una testimonianza le varie mostre dedicate agli anime in Giappone o le loro influenze nei settori dell'arte e della moda.
In Occidente e nel resto del mondo gli anime hanno inizialmente riscosso scarsa attenzione critica e di pubblico a causa di preconcetti storici nei confronti dell'animazione in generale, ritenuto un medium per bambini o per opere astratte. Inoltre, la presenza tra le prime opere importate di anime per adulti e hentai ha fatto diffondere all'estero un luogo comune che riduce l'animazione giapponese all'iper-violenza e alla pornografia. Per questi motivi e a causa dell'iniziale limitata diffusione, gli anime nel mondo sono rimasti a lungo un prodotto di nicchia relegato a una particolare sottocultura. Con l'aumento delle esportazioni a partire dagli anni novanta l'animazione giapponese si sta però ritagliando uno spazio anche all'interno della cultura mainstream occidentale. L'imprevista popolarità degli anime in Occidente è stata definita dall'accademica Antonia Levi come una «vittoria del multiculturalismo» e un fenomeno che ha arricchito il mondo dell'animazione e del fumetto in America e in Europa con nuove idee.
Insieme ad altri ambiti della cultura pop nipponica, a partire dalla fine del Novecento anche gli anime si sono consolidati nel Paese come un rilevante fenomeno produttivo e un'«importante risorsa culturale e turistica». A livello istituzionale sono ritenuti una forma cruciale di soft power per la promozione dell'immagine del Giappone nel mondo e per migliorare le relazioni con altri Stati nel contesto della strategia nota come Cool Japan. Come ha sottolineato il critico Gilles Poitras nel 2000, «fuori dal Giappone, gli anime sono diventati il mezzo principale con il quale i non giapponesi entrano in contatto con la cultura nipponica». Una ricerca di mercato di Crunchyroll effettuata nel 2021 ha mostrato che il 94% dei nati tra il 1996 e il 2010 e il 73% della popolazione rimanente ha familiarità con gli anime. Il crescente interesse per l'animazione e i videogiochi giapponesi ha provocato in Occidente un notevole incremento nello studio della lingua giapponese tra i giovani, anche a livello universitario.
I principali motivi del successo internazionale degli anime sono riconducibili alla loro duplice natura: da un lato queste opere vengono indicate come scevre di riferimenti etnici precisi e per questo definite mukokuseki, cioè prive di nazionalità, culturalmente inodori, risultando perciò universalmente godibili; d'altro canto in quasi tutti gli anime è possibile individuare un'intrinseca "giapponesità", che è quella che conferisce loro un fascino esotico agli occhi dei fruitori stranieri e motiva l'interesse ad apprendere di più su una cultura diversa attraverso la loro visione. Per gli spettatori occidentali l'attrattività degli anime è legata in primo luogo alle marcate differenze — narrative, stilistiche e tematiche — rispetto all'animazione a cui sono abituati, tanto che in molti restano colpiti dalle loro storie lunghe e coinvolgenti, dal modo in cui vengono messi in risalto la fisicità e la sessualità, e dalla massiccia presenza di temi adulti o di crescita e maturazione, che facilitano l'immedesimazione soprattutto da parte degli spettatori più giovani e della comunità dei fan. Anche per la platea femminile gli anime offrono un'abbondanza di opere in cui identificarsi, con interi generi rivolti principalmente a donne e ragazze o storie in cui sono presenti figure femminili forti e in ruoli di primo piano, che scardinano la concezione tradizionale dei ruoli e dei generi e che spesso vengono apprezzate anche dai maschi.
Come segnalato dalla critica Susan J. Napier, un altro motivo della popolarità dell'animazione giapponese è il fatto che, con il suo eclettismo, trasformismo, rapidità e focus tematico sull'identità, si può leggere come una metafora estremamente attuale del ruolo dell'individuo e della società contemporanea in costante mutamento, in cui si valorizza sempre di più la velocità, l'imprevedibilità, il cambiamento e lo spettacolo.
L'influenza degli anime si riscontra in numerose opere e autori in tutto il mondo, che ne riprendono lo stile e i temi. Queste produzioni vengono chiamate animazioni "in stile anime" o "influenzate dagli anime" e sono in costante aumento sia in Occidente sia negli emergenti mercati in Cina, Corea del Sud, Taiwan e Thailandia a causa dell'elevata richiesta del pubblico internazionale. Gli influssi si estendono anche a pellicole e serie live action, fino a veri e propri remake hollywoodiani di anime di successo; tuttavia la maggior parte di questi adattamenti è stata accolta negativamente dal pubblico e dalla critica, a causa dei frequenti cambiamenti di sceneggiatura e cast rispetto al materiale originale e alle minori possibilità creative ed evocative del live action rispetto all'animazione.

### Fandom
Attorno agli anime esiste una nutrita comunità di fan, che si sovrappone in larga parte a quella dei manga e di altri settori della cultura pop giapponese. Nata prima in Giappone intorno agli anni settanta come aggregazione di appassionati della già avviata comunità fantascientifica e della prima generazione di spettatori che era cresciuta guardando anime in televisione, negli anni ottanta e novanta, con la maggiore diffusione internazionale del medium, prese poi piede anche in Occidente. Strumentali nello sviluppo della comunità furono l'introduzione sul mercato di supporti video, che slegarono la fruizione delle opere dall'evento cinematografico o televisivo, e l'avvento di Internet, che permise nuove forme di comunicazione e di diffusione delle informazioni come chat, forum, social media e banche dati.

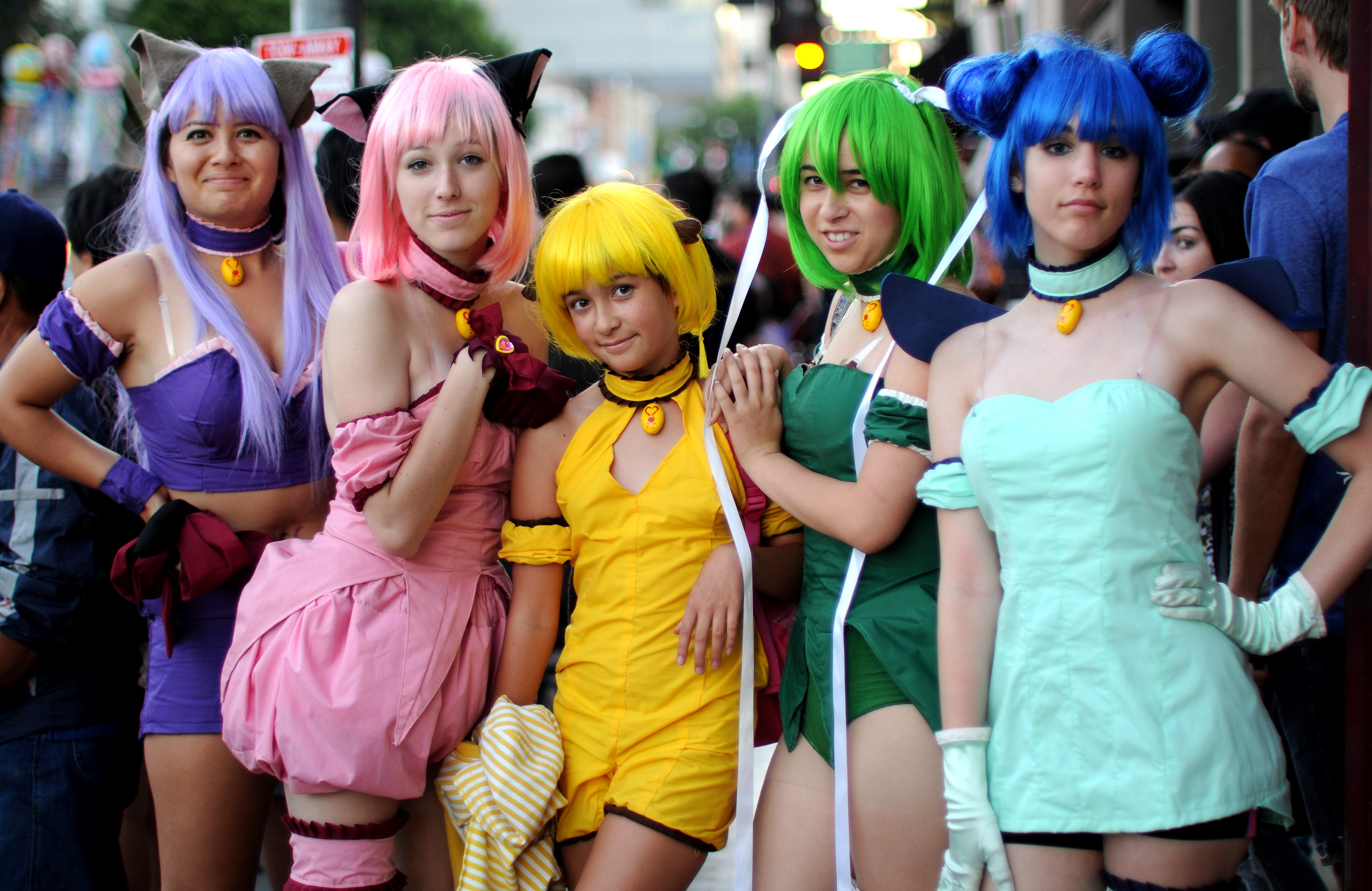
Il cosplay è tra le attività più praticate dalla comunità di fan degli anime.

Per questa sottocultura di fan di anime si è diffuso l'appellativo di otaku, che è usato sia dagli stessi appassionati sia come connotazione dispregiativa per sottolineare un interesse ossessivo. Gli appassionati rappresentano una componente molto rilevante del mercato, in quanto sono forti consumatori disposti a spendere regolarmente elevate somme di denaro nelle edizioni home video e nel collezionismo. Gli editori e i produttori hanno preso in considerazione il crescente fenomeno con pubblicazioni e opere indirizzate principalmente al fandom, come ad esempio le riviste Animage e Newtype o l'OAV Otaku no video.
Poiché il medium stesso invita alla creatività, gli anime e gli spettatori sono legati da un certo grado di interazione. Nel fandom è diffusa ad esempio la pratica di riprendere situazioni e personaggi delle opere animate all'interno di fumetti amatoriali autoprodotti (dōjinshi), fanfiction o fan art. Sovente queste produzioni trattano di storie d'amore che non compaiono o vengono solo suggerite nelle opere originali, e che spesso vengono reinterpretate in chiave omosessuale. Alcuni fan sviluppano anche un particolare attaccamento, che sfocia nell'adorazione, per certi personaggi di anime; un fenomeno che è conosciuto come moe. Frequenti tra i fan sono, inoltre, la creazione di anime music video, ovvero montaggi video e musicali con spezzoni di filmati o immagini tratte dagli anime, o il cosplay, cioè il travestirsi da personaggi immaginari. Quest'ultima pratica in particolare trova molto spazio nelle anime convention: fiere e convegni dedicati ad anime, manga e altri media giapponesi in cui gli appassionati si ritrovano e vengono organizzati conferenze, approfondimenti, discussioni, concorsi e mercatini. Le più grandi raccolgono decine di migliaia di partecipanti e si trovano non solo in Giappone ma anche in Europa e Nord America.

### In italiano
- Andrea Baricordi, Anime. Guida al cinema di animazione giapponese, Bologna, Granata Press, 1991, ISBN 88-7248-014-0.
- Eleonora Benecchi, Anime. Cartoni con l'anima, Bologna, Hybris, 2005, ISBN 88-8372-261-2.
- Davide Castellazzi, Animeland. Viaggio tra i cartoni made in Japan, Firenze, Tarab, 1999, ISBN 88-86675-50-X.
- Andrea Fontana e Davide Tarò (a cura di), Anime. Storia dell'animazione giapponese 1984-2007, Piombino, Il Foglio, 2007, ISBN 978-88-7606-160-8.
- Marcello Ghilardi, Cuore e acciaio. Estetica dell'animazione giapponese, Padova, Esedra editore, 2003, ISBN 88-86413-65-3.
- Arianna Mognato, Super robot anime. Eroi e robot da Mazinga Z a Evangelion, Milano, Yamato Video, 1999, ISBN non esistente.
- Saburo Murakami, Anime in TV. Storia dei cartoni animati giapponesi prodotti per la televisione, Milano, Yamato Video, 1998, ISBN non esistente.
- Marco Pellitteri, Il drago e la saetta: modelli, strategie e identità dell'immaginario giapponese, Latina, Tunué, 2008, ISBN 978-88-89613-35-1.
- Marco Pellitteri, Mazinga Nostalgia. Storia, valori e linguaggi della Goldrake-generation, 4ª ed., Latina, Tunué, 2018, ISBN 978-88-6790-272-9.
- Roberta Ponticiello e Susanna Scrivo (a cura di), Con gli occhi a mandorla. Sguardi sul Giappone dei cartoon e dei fumetti, Latina, Tunué, 2005, ISBN 88-89613-08-4.
- Francesco Prandoni, Anime al cinema. Storia del cinema di animazione giapponese 1917-1995, Milano, Yamato Video, 1999, ISBN non esistente.
- Luca Raffaelli, Le anime disegnate. Il pensiero nei cartoon da Disney ai giapponesi e oltre, II, Roma, Minimum Fax, 2005, ISBN 88-7521-067-5.
- Guido Tavassi, Storia dell'animazione giapponese. Autori, arte, industria, successo dal 1917 a oggi, 3ª ed., Latina, Tunué, 2022, ISBN 978-88-6790-475-4.

### In altre lingue
- (EN) Jaqueline Berndt e Bettina Kümmerling-Meibauer (a cura di), Manga's Cultural Crossroads, Routledge, 2013, ISBN 978-0-415-50450-8.
- (EN) Robin E. Brenner, Understanding Manga and Anime, Libraries Unlimited, 2007, ISBN 978-1-59158-332-5.
- (EN) Dani Cavallaro, Anime Intersections. Tradition and Innovation in Theme and Technique, Jefferson, McFarland, 2007, ISBN 978-0-7864-3234-9.
- (EN) Jonathan Clements e Helen McCarthy, The Anime Encyclopedia, Revised & Expanded Edition: A Guide to Japanese Animation Since 1917, Stone Bridge Press, 2012, ISBN 978-1-61172-515-5.
- (EN) Jonathan Clements, Anime: A History, Palgrave Macmillan, 2013, ISBN 978-1-84457-390-5.
- (DE) Deutsches Filmmuseum (a cura di), Ga-netchū! Das Manga Anime Syndrom, Henschel Verlag, 2008, ISBN 978-3-89487-607-4.
- (EN) Patrick Drazen, Anime Explosion! The What? Why? & Wow! Of Japanese Animation, Stone Bridge Press, 2003, ISBN 1-880656-72-8.
- (EN) Thomas Lamarre, The Anime Machine: A Media Theory of Animation, Minneapolis, University of Minnesota Press, 2009, ISBN 978-0-8166-5155-9.
- (EN) Antonia Levi, Samurai from Outer Space: Understanding Japanese Animation, Chicago, Open Court, 1996, ISBN 0-8126-9332-9.
- (DE) Freddy Litten, Der Animationsmarkt in Japan/The Animation Market in Japan (PDF), in Japan Aktuell, vol. XVI, n. 4, 2008,  pp. 87-103.
- (EN) Mark W. MacWilliams (a cura di), Japanese Visual Culture. Explorations in the World of Manga and Anime, New York, M. E. Sharpe, 2008, ISBN 978-0-7656-1602-9.
- (EN) Hal Marcovitz, Anime, Lucent Books, 2008, ISBN 978-1-59018-995-5.
- (EN) Susan J. Napier, Anime. From Akira to Howl's Moving Castle, New York, Palgrave Macmillan, 2005, ISBN 1-4039-7052-1.
- (EN) Fred Patten, Watching Anime, Reading Manga. 25 Years of Essays and Reviews, Berkeley, Stone Bridge Press, 2004, ISBN 1-880656-92-2.
- (EN) Timothy Perper e Martha Cornog (a cura di), Mangatopia: Essays on Manga and Anime in the Modern World, ABC-CLIO, 2011, ISBN 978-159158-908-2.
- (EN) Gilles Poitras, Anime Essentials: Every Thing a Fan Needs to Know, Stone Bridge Press, 2000, ISBN 1-880656-53-1.
- (EN) Simon Richmond, The Rough Guide to Anime. Japan's finest from Ghibli to Gankutsuō, New York, Rough Guides, 2009, ISBN 978-1-85828-205-3.